# Nhân Ái, Cơ Long

Vị trí tại Cơ Long

Nhân Ái (tiếng Trung: 仁愛區; bính âm: Rén'ài Qū) là một khu (quận) của thành phố Cơ Long, tỉnh Đài Loan, Trung Hoa Dân Quốc (Đài Loan). Quận nằm ở vị trí trung tâm địa lý của thành phố. Nhân Ái có diện tích 4,2328 km², dân số vào tháng 8 năm 2011 là 48.949 người thuộc 19.823 hộ gia đình, mật độ cư trú đạt 11564,2 người/km².